# ショーン・ガン
ショーン・ガン（英: Sean Gunn, 1974年5月22日 - ）は、アメリカ合衆国の俳優。
2000年から2007年にかけて放送されたテレビ番組『ギルモア・ガールズ』で演じたカーク・グリーソン (en) 、またマーベル・シネマティック・ユニバースの『ガーディアンズ・オブ・ギャラクシー』（2014年）・『ガーディアンズ・オブ・ギャラクシー:リミックス』（2017年）で演じたクラグリン役で知られる。映画製作者ジェームズ・ガンの末弟であり、彼の作品の常連俳優でもある。

## 幼少期
ミズーリ州セントルイスで、ガンは映画制作者ジェームズ、俳優・政治ライターのマット、脚本家のブライアン、プロデューサーでアーティザン・エンターテインメントの元副社長パトリック、弁護士の姉ベスという6人きょうだいの末っ子として生まれた。父はセントルイスにある法律事務所トンプソン・コバーン所属の法人顧問弁護士だった。
ガン家の男兄弟は全員イエズス会系のセントルイス大学高等学校に進学し、ガンはこの学校を1992年に卒業した。その後、デポール大学の演劇プログラムであるグッドマン・スクール（英: the Goodman School）を1996年に卒業した。

## キャリア
1996年、ガンはトロマ・エンターテインメント制作のB級映画『トロメオ&ジュリエット』でサミー・キャピュレット役を演じた。この作品では兄ジェームズが脚本を担当している。2000年には、『ギルモア・ガールズ』第2話にDSLケーブル業者のミックとして登場し、その後第1シーズンでリカーリング配役として、スターズ・ホロウで最も変わり者住民のひとりであるカーク・グリーソン (en) を演じ、2007年のシリーズ終了まで主要キャストのひとりとして出演した。またテレビシリーズ『ホームタウン 〜僕らの再会〜』でもルースター役でリカーリング出演した。
『ギルモア・ガールズ』へのレギュラー出演が最も知られる一方、ガンは『エンジェル』、『サード・ロック・フロム・ザ・サン』（原題）、『イエス・ディア』（原題）、『トゥルー・ジャクソン、VP』（原題）、『アンディ・リクター・コントロールズ・ザ・ユニバース』（原題）、『バレエ・ガールズ 〜パラダイスへようこそ〜』へゲスト出演している。またSMSサービスを展開するKGB.comのCMにも出演した。2000年には、兄ジェームズが脚本を務めた映画『MIS II メン・イン・スパイダー2』に出演した。
2003年、ガンはグッドマン・スクールの同窓生で、『ギルモア・ガールズ』の共演者であるジョン・カブレラ監督の長編映画『ザ・マン・フー・インヴェンティド・ザ・ムーン』（原題）で主演した。ガンとカブレラは学生時代の1990年代半ばから長い友人関係にある。

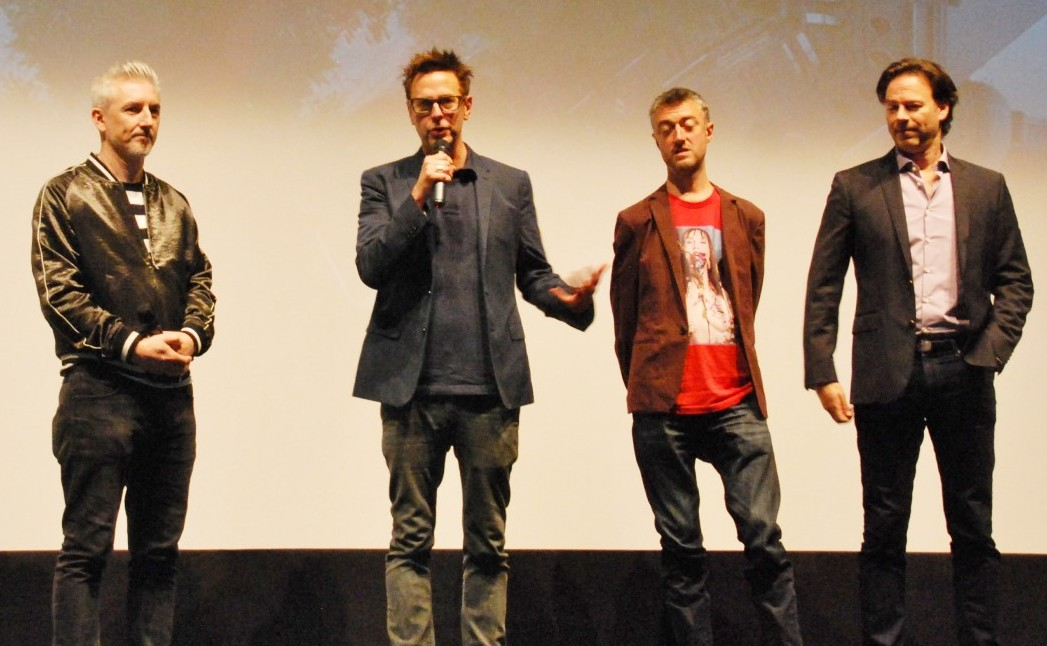
2016年、『サラリーマン・バトル・ロワイアル』のプレミアにて、兄ジェームズ（左から2番目）と。ガンは右から2番目

ガンは兄のジェームズやブライアンと共に、偽ポルノシリーズ『ジェームズ・ガンのPGポルノ』（原題）を制作し、自身も俳優として出演した。兄ジェームズが2010年に制作した映画『スーパー!』にも出演しているほか、ジェームズが脚本を手掛けたワーナー・ブラザース・インタラクティヴ・エンターテインメントのテレビゲーム『ロリポップチェーンソー』の英語版でスワンの声を担当している。他にも『glee/グリー』第4シーズンの「華麗なる変身」にフィネアス・ヘイズ役でゲスト出演した。
2014年の映画『ガーディアンズ・オブ・ギャラクシー』では、ロケット（声 - ブラッドリー・クーパー）のスーツアクターを担当し、マイケル・ルーカー演じるヨンドゥ・ウドンタの腹心であるクラグリン役も演じた。ガンは2017年公開の『ガーディアンズ・オブ・ギャラクシー:リミックス』にも引き続き出演し、再びロケットのスーツアクターを務めたほか、クラグリンは前作よりストーリーに大きく関与する役となった。この2作では兄ジェームズが監督・脚本を担当している。ガンは兄ジェームズの第3作監督解雇騒動にあたり、出演者8名と連名で復職を求める公開書簡を発表したほか、別途Twitterで意見表明した。
2014年には、フォックス放送の『BONES—骨は語る—』シーズン10のエピソード「会議場の遺体」"The Corpse at the Convention" に出演した。
2023年12月11日、兄ジェームズの統括する新DCユニバースの『スーパーマン』にて、実業家でありヴィランのマクスウェル・ロード役を演じることが発表された。彼は他にもDCアニメーションシリーズ『クリーチャー・コマンドーズ』でウィーゼル、GIロボットの声優を務めることも決定しており、新DCユニバースにて3役を務めることが分かっている。このアニメ作品のキャラクターは実写でも同役者で演じられる。
俳優のニック・ホームズとは、『ギルモア・ガールズ』、『スーパー!』、『PGポルノ』、『ガーディアンズ・オブ・ザ・ギャラクシー』で共演しているほか、ホームズのポートレート集でモデルも務めている。

## 私生活
2018年には、女優のナターシャ・ハレヴィと婚約したことを明らかにした。その後、2019年にカリフォルニア州のカタリナ島で結婚式を挙げた。その際、兄のジェームズが司祭を務め、MCU作品で共演したスティーヴ・アギーもフォトグラファーとして出席した。

## フィルモグラフィ

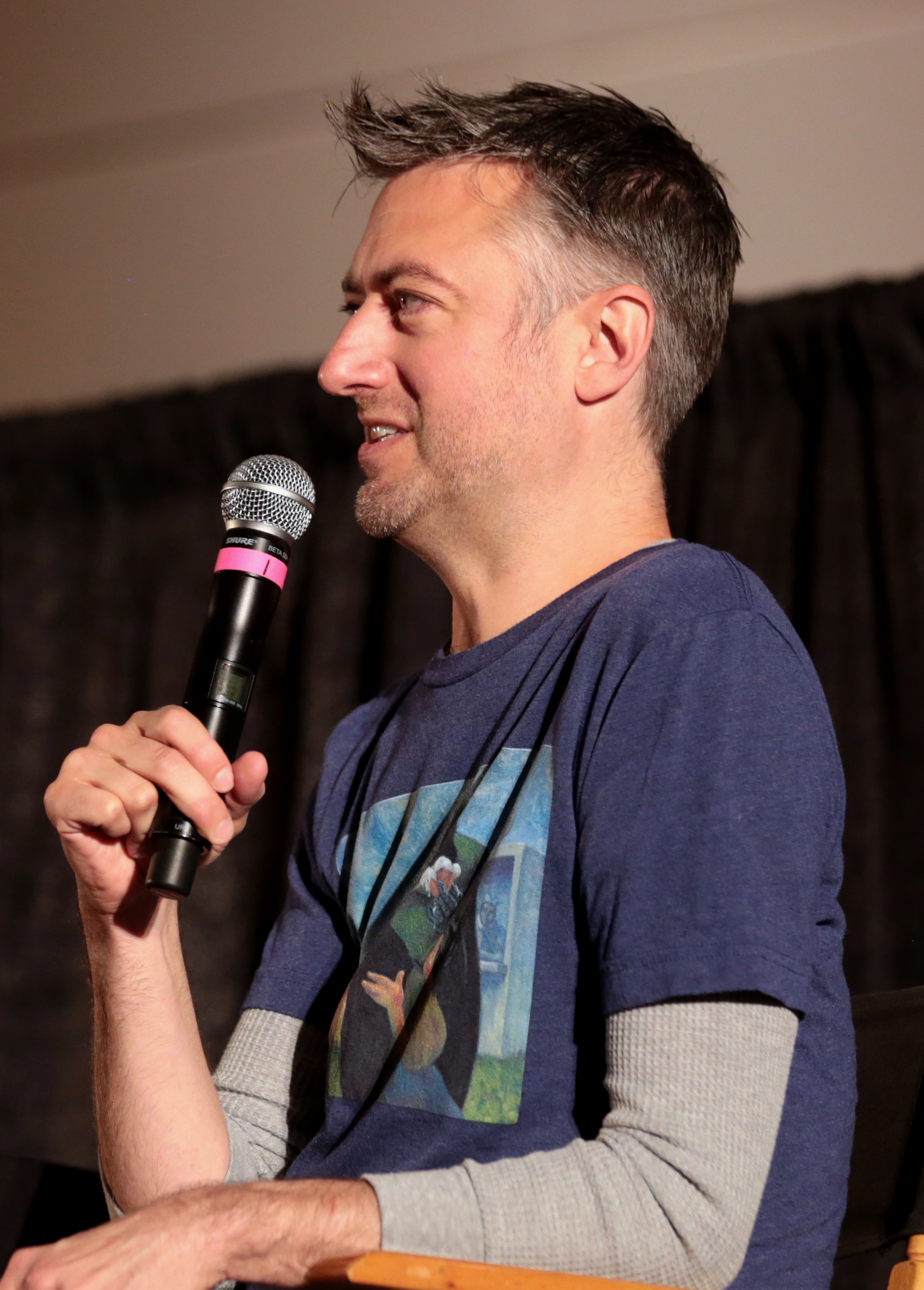
2018年のフェニックス・コミコン・フェストにて

### 映画
| 年   | 題名                                                                         | 役名                                  | 備考                                                                      | 日本語吹替                   |
| ---- | ---------------------------------------------------------------------------- | ------------------------------------- | ------------------------------------------------------------------------- | ---------------------------- |
| 1996 | トロメオ&ジュリエット Tromeo and Juliet                                      | サミー・キャピュレット / パフォーマー | 兄ジェームズ脚本作品                                                      |                              |
| 1997 | Stricken                                                                     | ガフィー                              |                                                                           |                              |
| 1999 | The Auteur Theory                                                            | トリ・ヨーク                          |                                                                           |                              |
| 2000 | MIS II メン・イン・スパイダー2 The Specials                                  | エイリアンの孤児                      | コー・プロデューサーも兼任、兄ジェームズ脚本作品                          |                              |
| 2001 | パール・ハーバー Pearl Harbor                                                | 牽引水夫                              |                                                                           | 不明                         |
| 2005 | Jesus, Mary and Joey                                                         | スティーヴィー                        |                                                                           |                              |
| 2008 | Pants on Fire                                                                | PK                                    |                                                                           |                              |
| 2010 | スーパー! Super                                                              | トビー                                | 兄ジェームズの監督・脚本作品                                              | 畠山豪介                     |
| 2012 | ザ・ジャイアント・メカニカル・マン（原題） The Giant Mechanical Man          | ジョージ                              |                                                                           |                              |
| 2013 | Who the F Is Buddy Applebaum                                                 | ピント                                |                                                                           |                              |
| 2014 | ガーディアンズ・オブ・ギャラクシー Guardians of the Galaxy                   | クラグリン                            | ロケットとサノスのセット内スタンドインも兼務 兄ジェームズの監督・脚本作品 | 土田大                       |
| 2014 | ザ・ハイヴ（原題） The Hive                                                  | ベイカー博士                          |                                                                           |                              |
| 2016 | サラリーマン・バトル・ロワイアル The Belko Experiment                        | マーティ・エスペンシャイド            | 兄ジェームズ脚本作品                                                      |                              |
| 2016 | オーディナリー・ワールド（原題） Ordinary World                              | テッド                                |                                                                           |                              |
| 2016 | Po                                                                           | ベン                                  |                                                                           |                              |
| 2017 | ガーディアンズ・オブ・ギャラクシー:リミックス Guardians of the Galaxy Vol. 2 | クラグリン                            | ロケットのセット内スタンドインも兼務 兄ジェームズの監督・脚本作品         | 土田大                       |
| 2018 | アベンジャーズ/インフィニティ・ウォー Avengers: Infinity War                 | ロケット（スーツアクター）            |                                                                           | 加藤浩次                     |
| 2019 | アベンジャーズ/エンドゲーム Avengers: Endgame                                | ロケット（スーツアクター）            |                                                                           | 加藤浩次                     |
| 2021 | ザ・スーサイド・スクワッド “極”悪党、集結 The Suicide Squad                  | ウィーゼル、カレンダーマン            | 兄ジェームズの監督・脚本作品                                              | 佐藤せつじ（カレンダーマン） |
| 2022 | ソー:ラブ&サンダー Thor: Love and Thunder                                    | クラグリン                            | ロケットのセット内スタンドインも兼務                                      | 土田大                       |
| 2023 | ガーディアンズ・オブ・ギャラクシー:VOLUME 3 Guardians of the Galaxy Vol. 3   | クラグリン                            | ロケットのセット内スタンドインも兼務                                      | 土田大                       |
| 2025 | スーパーマン Superman                                                        | マクスウェル・ロード                  |                                                                           | 佐藤せつじ                   |

### 短編映画
| 年   | 題名                          | 役名             | 備考         |
| ---- | ----------------------------- | ---------------- | ------------ |
| 2001 | Love, Sex & Murder            | ウェイター       | 兼製作補佐   |
| 2003 | The Man Who Invented the Moon | サミー・ヒューズ | 兼製作総指揮 |
| 2004 | Fish Out of Water             | ジム             |              |

### テレビシリーズ
| 年          | 題名                                                                                                | 役名                                                                          | 備考                                                       | 日本語吹替 |
| ----------- | --------------------------------------------------------------------------------------------------- | ----------------------------------------------------------------------------- | ---------------------------------------------------------- | ---------- |
| 1999        | エニー・デイ・ナウ（原題） Any Day Now                                                              | クラーク                                                                      | エピソード："A Parent's Job"                               |            |
| 2000        | ブルータリー・ノーマル（原題） Brutally Normal                                                      | レニー                                                                        | 計2話出演                                                  |            |
| 1999-2000   | エンジェル Angel                                                                                    | マーズ / ルーカス                                                             | 計2話出演                                                  |            |
| 2000        | マイケル・リチャーズ・ショー（原題） The Michael Richards Show                                      | デニス                                                                        | エピソード："Simplification"                               |            |
| 2000-2007   | ギルモア・ガールズ Gilmore Girls                                                                    | カーク・グリーソン※、スワン・マン、ミック、パフォーマー                       | 137話、カーク・グリーソン役でレギュラー出演                | かつまゆう |
| 2001        | インサイド・シュワルツ Inside Schwartz                                                              | フォーカスグループの男性                                                      | エピソード："Bless Me Father, for I Have Fired You"        |            |
| 2001        | DAG                                                                                                 | ライアン                                                                      | エピソード："Prom"                                         |            |
| 2001        | サード・ロック・フロム・ザ・サン（原題） 3rd Rock from the Sun                                      | アテンダント                                                                  | エピソード："You Don't Know Dick"                          |            |
| 2001        | ゴーイング・トゥ・カリフォルニア（原題） Going to California                                        | ジョーイ・"ファズ"・フセッティ                                                | 4話                                                        |            |
| 2002        | イエス・ディア（原題） Yes, Dear                                                                    | デイヴィッド・スコット                                                        | エピソード："Making Baby"                                  |            |
| 2002-2003   | アンディ・リクター・コントロールズ・ザ・ユニバース（原題） Andy Richter Controls the Universe       | フィル                                                                        | 3話                                                        |            |
| 2004        | Gilmore Girls Backstage Special                                                                     | 本人役                                                                        | テレビ映画                                                 |            |
| 2007-2008   | ホームタウン 〜僕らの再会〜 October Road                                                            | ルースター                                                                    | 6話                                                        |            |
| 2008        | スクリーム・クイーンズ（原題） Scream Queens                                                        | 本人役、ゲスト出演                                                            | エピソード："Episode #1.4"                                 |            |
| 2008        | Sparky & Mikaela                                                                                    | デュード                                                                      | エピソード："Pilot"                                        |            |
| 2008        | Humanzee!                                                                                           | ヒューマンジー                                                                | エピソード："Pilot"                                        |            |
| 2008-2009   | ジェームズ・ガンのPGポルノ（原題） James Gunn's PG Porn                                             | ペパーミント・パティ、ビル・スクローティ、 ジェイソン、クリエーター、ライター | テレビ短編集、8話 兄ジェームズ・ブライアンと共同製作       |            |
| 2009        | ジェイス・ホール・ショー（原題） The Jace Hall Show                                                 | 本人役                                                                        | エピソード："James Gunn & Brutal Legend"                   |            |
| 2009        | トゥルー・ジャクソン、VP（原題） True Jackson, VP                                                   | コンピュータ整備士                                                            | エピソード："ReTRUEnion"、ニコロデオンで放送               |            |
| 2011        | The Homes                                                                                           | ポール                                                                        |                                                            |            |
| 2011        | For a Green Card                                                                                    | アンドリュー                                                                  | エピソード："What Could Possibly Go Wrong?"                |            |
| 2011        | ザ・モーニング・アフター（原題） The Morning After                                                  |                                                                               | テレビ短編集、4話                                          |            |
| 2012        | アンティークス・ロードショー（原題） Antiques Roadshow                                              | 本人役（フィードバック・ブース参加者）                                        | エピソード："Junk in the Trunk 2"                          |            |
| 2012        | glee/グリー Glee                                                                                    | フィニアス・ヘイズ                                                            | エピソード：「華麗なる変身」"Makeover"                     |            |
| 2012 – 2013 | H+: ザ・デジタル・シリーズ（原題）H+: The Digital Series                                            | ジェイソン・オブライエン                                                      | 9話                                                        |            |
| 2012 – 2013 | バレエ・ガールズ 〜パラダイスへようこそ〜 Bunheads                                                  | セバスティアン                                                                | 2話                                                        |            |
| 2013        | The Education of Eddie and Mortimer                                                                 | クリーピー・カール                                                            | テレビ映画                                                 |            |
| 2014        | The Victoria Uyen Show                                                                              | 本人                                                                          | エピソード："Guardians of the Galaxy Premiere"             |            |
| 2014        | BONES—骨は語る— Bones                                                                               | ハワード・フィッチ博士                                                        | エピソード：「会議場の遺体」"The Corpse at the Convention" |            |
| 2016        | スーパーストア（原題） Superstore                                                                   | カードショップ店員                                                            | エピソード："Secret Shopper"                               |            |
| 2016        | ギルモア・ガールズ: イヤー・イン・ライフ Gilmore Girls: A Year in the Life                          | カーク・グリーソン                                                            | テレビ・ミニシリーズ、Netflixで配信                        |            |
| 2021        | ホワット・イフ...? What If...?                                                                      | クラグリン                                                                    | 声の出演                                                   | 土田大     |
| 2022        | ガーディアンズ・オブ・ギャラクシー ホリデー・スペシャル The Guardians of the Galaxy Holiday Special | クラグリン                                                                    | Disney+配信 テレビスペシャル                               | 土田大     |
| 2024        | クリーチャー・コマンドーズ Creature Commandos                                                       | ウィーゼル、GIロボット                                                        | HBO Max配信 声の出演                                       |            |
| 2025        | ピースメイカー Peacemaker                                                                           | マクスウェル・ロード                                                          | シーズン2より登場                                          | 佐藤せつじ |